# Ian Chesterton
Ian Chesterton es un personaje de ficción de la serie británica de ciencia ficción Doctor Who, y uno de los acompañantes del Primer Doctor. Fue interpretado por William Russell, y fue uno de los miembros del primer reparto regular de la serie, apareciendo en las dos primeras temporadas, de 1963 a 1965. En una de las dos adaptaciones cinematográficas de la serie, en 1965, fue interpretado por Roy Castle, pero esta versión del personaje tenía una historia y personalidad completamente diferentes. Ian apareció en 16 historias (73 episodios).

## Historia del personaje
Ian Chesterton es un profesor de ciencias en el Coal Hill School y trabaja con Barbara Wright, profesora de historia. Una de sus estudiantes, Susan Foreman, la nieta del Doctor, muestra conocimientos avanzados de ciencia e historia muy poco comunes. Intentando resolver el misterio de esta "chica sobrenatural", Ian y Barbara siguen a Susan hasta su casa, llegando hasta un solar, donde oyen su voz desde dentro de lo que parece ser una cabina de policía. Cuando investigan a fondo, descubren que el exterior de cabina de policía camufla el interior mucho más grande de una máquina del tiempo conocida como la TARDIS, y son arrastrados a una aventura en el espacio y el tiempo con el Doctor y Susan.
Ian toma en la serie el papel del hombre de acción, capaz de realizar las tareas físicas que el anciano Doctor no puede. Su preocupación, por encima de todo, es la seguridad de la tripulación de la TARDIS, y en las primeras historias suele estar en desacuerdo con el hábito del Doctor de poner al grupo en peligro solo por satisfacer su propia curiosidad. La química entre Barbara y él es también evidente, aunque la naturaleza de su relación jamás queda aclarada explícitamente en la serie de televisión.
Ian muestra un sorprendente abanico de habilidades a lo largo de su tiempo con el Doctor. Logra crear fuego (An Unearthly Child), montar a caballo, luchar con espada (The Romans), y conoce los puntos de presión que pueden paralizar a un oponente (The Aztecs). También protege fieramente a Barbara, yéndose en solitario a una misión para rescatarla de los sarracenos en The Crusade. En esa historia, es armado caballero por el Rey Ricardo I de Inglaterra, como "Sir Ian de Jaffa", aunque probablemente no podría usar ese título en su propia época. Tras muchos viajes, Ian y Barbara finalmente utilizan una máquina del tiempo de los Daleks para volver a casa, aunque dos años después de su desaparición, y con toda probabilidad con mucho explicar a sus amigos y sus familias.
El equipo de producción quiso hacer volver el personaje de Ian en la historia de 1983 Mawdryn Undead, pero este plan se truncó cuando Russell no pudo estar disponible. Sin embargo, en 1999 Russell regresó al personaje para un lanzamiento en video de BBC Worldwide de The Crusade, de la cual dos episodios faltan de los archivos. Russell hizo narración de conexión entre los episodios existentes, interpretando a un Ian Chesterton anciano recordando los eventos de la historia.
Ian fue mencionado en Death of the Doctor, una historia en dos partes de la cuarta temporada de The Sarah Jane Adventures, emitida en octubre de 2010. Sarah Jane Smith sugiere que Ian y Barbara se han casado, se han hecho profesores, y viven en Cambridge, y que no han envejecido desde los sesenta.
Una imagen de Ian aparece junto a la de todos los acompañantes hasta ese punto salvo Leela y Kamelion en la pantalla del scanner en Resurrection of the Daleks.
En El día del Doctor, un letrero colgado afuera de Coal Hill (y donde la acompañante del Doctor Clara Oswald ahora da clases) revela que I. Chesterton es director de la institución.
Russell, a los 97 años, repitió su papel de Ian en el especial de 2022, The Power of the Doctor, junto con otros antiguos acompañantes que se han reunido como grupo de apoyo para hablar de sus experiencias con el Doctor.

## Apariciones en otros medios
La novelización de The Daleks de David Whitaker es escrito en primera persona de la perspectiva de Ian Chesterton, y cambia su inicial reunión con el Doctor, Susan y Barbara a un accidente de coche involucran las dos damas. La TARDIS entonces llega en Skaro en vez de prehistórico Tierra, con el cuento continuando muy parecido a tanto como el serie de TV a partir de entonces. En este versión, Ian es un químico regresando de una entrevista de trabajo fracasado, pero su personaje no se ha cambiado.
En la adaptación cinematográfica, Dr. Who y los Daleks, Ian Chesterton es el novio de Barbara, la nieta de el Doctor.